# Chiesa di San Giuseppe (Duino-Aurisina)
La chiesa di San Giuseppe è un luogo di culto cattolico di Sistiana Mare, frazione del comune sparso di Duino-Aurisina, in provincia di Trieste ed arcidiocesi di Gorizia; fa parte del decanato di Duino ed è filiale della parrocchiale di Sistiana.
L'edificio è posto lungo la strada che collega l'abitato di Sistiana col proprio porticciolo, all'interno di un'ampia area boschiva.

## Storia

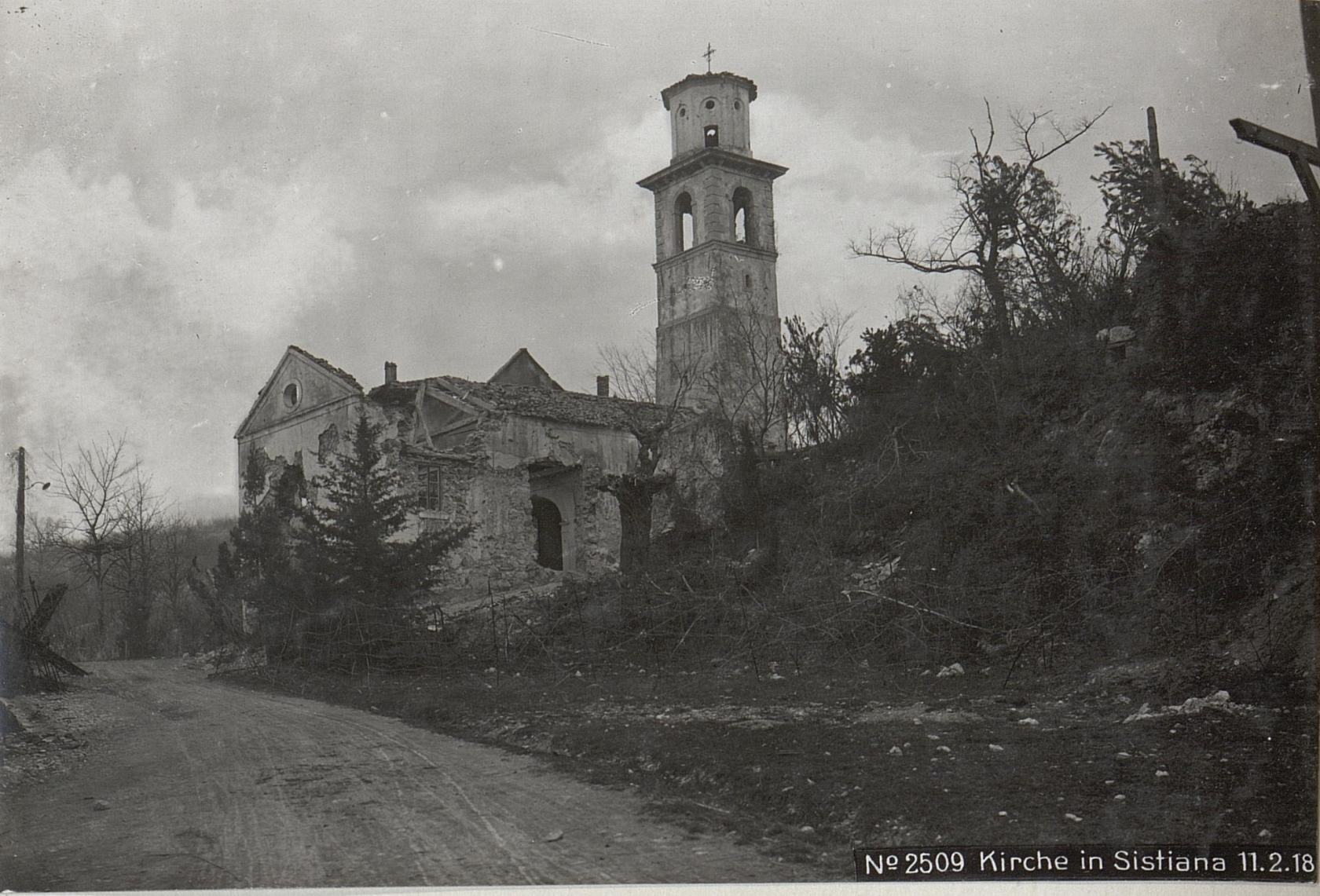
La chiesa danneggiata durante la prima guerra mondiale

L'attuale costruzione risale a dopo la prima guerra mondiale. L'edificio precedente risultò, infatti, gravemente danneggiato dai cannoneggiamenti dell'artiglieria dell'esercito italiano, effettuati nel corso del conflitto, tanto da dover essere sottoposto a un profondo restauro. La costruzione sorgeva sul luogo di una precedente cappella, fatta modificare, nel 1772, dal conte Giovanni Giuseppe I della Torre. Tale precedente cappella viene nominata, per la prima volta, nel 1749. In essa era presente un altare dedicato a san Giuseppe.
La benedizione della nuova cappella avvenne il 24 settembre 1772, a opera dell'arcidiacono di San Giovanni di Duino, Marusig.
Nel 1761 Papa Clemente XIII concesse l'indulgenza plenaria a chi avesse visitato la chiesa, ai primi vespri, nel giorno dedicato a san Giuseppe.
Alla sua morte Giovanni Giuseppe decise di lasciare un legato alla chiesa, e al suo cappellano, avente come oggetto le rendite di alcuni terreni e di una casa nella vicina località di Slivia.
Nel gennaio 2021 si è conclusa una ristrutturazione del luogo di culto, che ora viene utilizzato per celebrare una funzione religiosa ogni primo mercoledì del mese.

## Struttura
La chiesa è a navata unica e dispone di un unico altare. Sulla parete di destra si trova la lapide mortuaria dedicata a Giovanni Giuseppe I, deceduto il 18 ottobre 1775. Tali resti, inizialmente deposti presso la chiesa della Beata Vergine Maria di San Pelagio, vennero poi traslati in quella di Sistiana, una volta completato l'ampliamento.